# أليسيا سيلفرستون
أليسيا سيلفرستون (مواليد 4 أكتوبر 1976)، ممثلة أميركية، وعارضة أزياء سابقة. لفتت الأنظار لها لأول مرة من خلال عروض الفيديو الموسيقية لأروسميث، واشتهرت بأدوارها في أفلام هوليوود مثل كلوليس (1995)، وتجسيدها لشخصية باتجيرل في فيلم باتمان اند روبن (1997).

## نشأتها
ولدت أليسيا في سان فرانسيسكو، كاليفورنيا، وهي ابنة ديردري «ديدي» (لقب عائلتها رادفورد)، وهي اسكتلندية المولد ومضيفة سابقة في بان اّم. أما والدها فهو مونتي سيلفرستون، إنجليزي المولد، يعمل مستثمر عقارات وممثل غير متفرغ. نشأت أليسيا في «أسرة يهودية تقليدية»؛ فوالدها مواطن يهودي من شرق لندن، وتحولت أمها إلى اليهودية المحافظة قبل زواجها. أليسيا هي الأخت الصغرى لثلاثة أشقاء، ولها أخت غير شقيقة وهي كيزى سيلفرستون مغنية روك في لندن، وكذلك أخ غير شقيق هو ديفيد سيلفرستون، كلاهما من الزواج السابق لوالدها. التحقت أليسيا بمدرسة كروكر في المرحلة المتوسطة ثم مدرسة سان ماتيو الثانوية ولكنها لم تكمل الدراسة بها. دخلت أليشيا مجال عرض الأزياء منذ كانت في السادسة من عمرها، كما قدمت إعلانات تلفزيونية مثل إعلانات دومينوز بيتزا. قدمت العديد من عروض الأزياء والإعلانات حتى حصلت على دور «فتاة الأحلام» جيسيكا في حلقة «رود تيست اوف ذا ووندر ييرز».

## حياتها الفنية
فازت أليسيا بالعديد من الجوائز عن أدوارها السينمائية مثل جوائز إم.تى.في السينمائية، والمجلس الوطني للنقد وجوائز شباب الفنانين. كما رشحت لجائزة إيمي وجائزة جولدن جلوب.رفضت أليسيا العديد من الأدوار الرئيسية خلال حياتها الفنية مثل دور ديدي تريت في فيلم «ذا اوبوزيت اوف سيكس»، وكذلك فيلم سكريم 3. سكريم 3 {/1كما عرض عليها أدوار سكريم 2، بيويتشد، وليتل وومن اند هارت بريكرز.ورفضت دور فاليري مالون في فيلم بيفرلي هيلز 90210 بيفرلي هيلز 90210 في عام 1994؛ وقامت تيفانى ثيزن بالدور بدلا منها.

### فترة التسعينات
حصلت أليسيا على دور رئيسى في فيلم «ذا كراش» (ذا كراش {/0 عام 1993، حيث لعبت دور فتاة مراهقة تحاول تدمير رجل كبير السن لأنه اّذى مشاعرها؛ فازت عنه بجائزتين من جوائز إم. تى. في. السينمائية لعام 1994 عن دورها كأفضل أداء وأفضل دور وغد. بدأت أليسيا في سن الخامسة عشر العمل وفقا للساعات المطلوبة للجدول الزمني للتصوير الفيلم. وفي عام 1993، تم اختبارها للدور الرئيسى لأنجيلا تشيس في المسلسل التلفزيوني «مى سو كولد لايف» الذي عرض على تلفزيون ايه بي سي، لكن أختيرت كلير دينز بدلا منها. قدمت أليسيا بعض الأفلام التلفزيونية في بداية حياتها الفنية مثل «تورش سونج»، و«كوول اند ذا كريزى اند سكاترد درييمز».

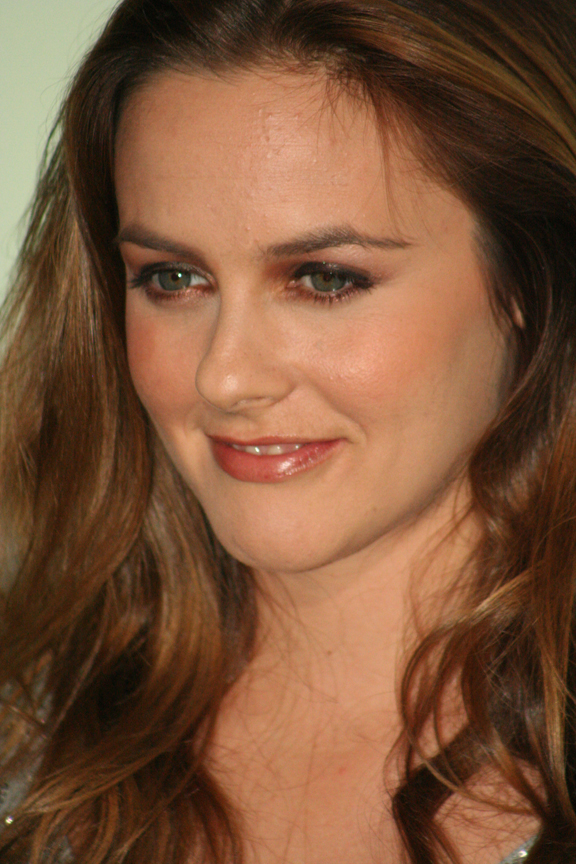
أليسيا سيلفرستون في عام 2006

بعد دورها في فيلم «ذا كراش»، قرر مارتي كالنر أن أليسيا ستكون مثالية للقيام بدور في الفيديو الموسيقي «كراينج» الذي كان يخرجه لفرقة أروسميث، ثم تلاه «أمازينج» و«كريزى». مما حقق نجاحا كبيرا للفرقة وكذلك لأليشيا، ولقبت بفتاة أروسميث.عندها راّها المخرج ايمي هيكرلينج، فاختارها لفيلم «كلوليس».
حقق فيلم «كلوليس» نجاحا غير متوقعا خلال صيف عام 1995. لاقى أداء أليسيا استحسانا، حتى لقبت بالمتحدثة باسم جيل الشباب. نتيجة لذلك، وقعت اتفاقا مع كولومبيا تريستار قيمته 10 ملايين دولار. كما اشتمل هذا الاتفاق على اتفاق اّخر لشركة الإنتاج الخاصة بها، فيرست كيس للإنتاج، لمدة ثلاث سنوات يعطى الاستوديو حق الرفض الأول لأى عمل تريد إنتاجه وفي حالة رفض الاستوديو يكون من حقها عرض هذا العمل على أي جهة أخرى.كما حصلت على جائزتى «أفضل أداء نسائى» (Best Female Performance) و«أكثر امرأة جذابة» (Most Desirable Female) من جوائز إم. تى. في. السينمائية لعام 1996 عن دورها في الفيلم.في نفس العام، قامت أليسيا بدور البطولة في الفيلم المثير «ذا بيبى سيتر» الفيلم مأخوذ عن رواية «هايداواى» لدين كونتز، والدراما الفرنسية «أميريكانز نيو وورلد».
كان الدور التالي الذي قامت به أليسيا هو باتجيرل في فيلم باتمان اند روبن، وعلى الرغم من أنه لم يلق نجاحا، إلا أن الفيلم حصد 238,207,122 دولارا من جميع أنحاء العالم. لكن لم يلق هذا الدور استحسانا كبيرا، وفازت عنه بجائزة رازي لأسوأ ممثلة مساعدة، على الرغم من ذلك، لاقى دورها استحسانا من جمهور الأطفال ففازت بجائزة بليمب وهي من جوائز اختيارات الأطفال. عانت أليسيا من زعم إحدى الصحف أنها صدمت أحد المشاة بسيارتها في ممر للمشاة. بالإضافة إلى باتمان اند روبن، قامت أليسيا أيضا بدور البطولة إلى جانب بينيشيو ديل تورو وكريستوفر والكن في عام 1997 في الكوميديا السوداء اكسس باجيدج  ، وكان أول عمل من إنتاج شركتها. لعبت أليسيا دور فتاه غنية مشاغبة تدبر لاختطافها لتحصل على أهتمام والدها. الرغم من أن الفيلم لم يتعرض لانتقادات مثل باتمان اند روبن، إلا إنه لم يحقق نجاحا مثل «كلوليس».
في نهاية التسعينات رشحت أليسيا لجائزة زحل عن الفيلم الرومانسي/الكوميدي بلاست فروم ذا باست والذي قام ببطولته بريندان فريزر، كريستوفر والكن، وسيسي سباسيك. حصلت على الترتيب الخامس في قائمة 40 هوتست هوتيز للتسعينات. كما أدرجها موقع  Topsocialite.com  في المركز الثالث كأكثر امرأة مثيرة خلال التسعينات.

### الألفية الثانية
في عام 2000، ظهرت أليسيا في العرض السينمائي لكينيث براناه المأخوذ عن مسرحية شكسبير لوفز لابورز لوست، واعتمد دورها على الغناء والرقص. في عام 2001، قدمت سيلفرستون صوت شارون سبيتز، الشخصية الرئيسية في مسلسل الرسوم المتحركة التلفزيونى الكندي براسيفيسبراسيفيس خلال هذا الوقت قدمت فيلمى جلوبال هيريسى وسكورشد. اختفت أليشيا عن أعين الجمهور لبضع سنوات، ثم عادت للظهور من خلال العرض التلفزيونى القصير ميس ماتش والذي عرض على تلفزيون ان بي سي عام 2003ان بي سي، ثم توقف بعد الحلقة الحادية عشرة. عبرت أليسيا عن عدم حبها لأضواء الشهرة، قائلة: «لا أتمنى الشهرة لأى أحد. فأنت تبدأ في التمثيل لأنك تحب التمثيل. ثم يأتى النجاح، وفجأة تجد نفسك تحت الأنظار».
بعد توقف عرض ميس ماتش في عام 2003، قدمت أليسيا حلقة تجريبية مع فوكس بعنوان كوين بى، حيث قامت بدور ملكة سابقة تدعى باتريك (بى) في حفل تخرج مدرسة ثانوية، حيث تكتشف أنه لا يوجد في العالم أي شى مثل المدرسة الثانوية. لكن لم يتم إنتاج هذه الحلقة. في عام 2005، شاركت كوين لطيفة في بطولة «بيوتى شوب»، من أفلام باربرشوب، قامت بدور واحدة من المصممين في صالون تجميل. في نفس العام، قامت بدور مراسلة جنبا إلى جنب مع سارة ميشيل غيلر وفريدي برينذ، الابن في «سكوبي دو 2: مونيستر انليشد»، والذي حقق أرباحا جيدة، ثم تحول إلى فيلم فيديو بعنوان «سيلنز بيكومز يو».
في عام 2006، لعبت دور البطولة في حلقات تجريبية أخرى مع ايه بى سى بعنوان "بينك كولر" حيث كانت تعمل في مكتب للمحاماة. لكن لم يتم إنتاجها أيضا مثل حلقات "كوين بى".في ذلك العام أيضا شاركت البطولة مع ايوان ماكجريجور، ميكي رورك، وصوفي أوكونيدو في فيلم "ستورم بريكر". كما تألقت في برنامج "هولمارك هول اوف فام" الذي قدم للفيلم التلفزيوني "كاندلز اون باى ستريت" المأخوذ عن كتاب من تأليف كاثي بيليتير. كما قدمت فيلما تجريبيا لايه بى سى بالمشاركة مع ميغان مولالى بعنوان باد ماذرز هاند بوك".كما قامت بدور صغير في الفيلم الكوميدي "تروبيك ثاندر" عام 2008.
ألفت أليسيا كتابا بعنوان «ذا كايند دايت»، توضح فيه العلاقة بين ما نأكله وما نتسبب فيه للكوكب، وكيفية اختيار الأطعمة الصحية التي تجعل الشخص أخف وزنا وأكثر إثارة وحيوية، ستتألق أليشيا خلال الفترة من 10 فبراير إلى 15 مارس 2009، في الافتتاح العالمي لمسرحية «تايمز ستاندز ستيل» لدانيال سوليفان على مسرح جيفرن بلوس انجلوس، جنبا إلى جنب مع آنا جن، وروبن توماس، وديفيد هاربر. تركز المسرحية على زوجين وفريق صحفي يعود إلى نيويورك بعد مهمة كبيرة في الشرق الأوسط. وصف أدائها بأنه «شخصية مزعجة تخلق الشرر متى وجدت»، ستكرر أليسيا دورها في العرض الأول للمسرحية بنيويورك على مسرح برودواي، وستشاركها البطولة لورا ليني. يقدم العرض الأول في 28 يناير 2010، من إخراج دانيال سوليفان.
صورت أليسيا فيلم إليكترا لوكس، مع تيموثي أوليفانت، وكارلا جوجينو. الفيلم هو تكملة لفيلم «وومن إن تروبل»، حيث تلعب جوجينو دور نجمة دعارة تنقلب حياتها رأسا على عقب عندما تكتشفت أنها حامل. الفيلم من إخراج سيباستيان جوتيريز.أما الجزء الثالث من الفيلم عنوانه المؤقت «وومن إن ايكستيزى» كما شاركت في الفيديو الموسيقى لروب توماس 2009، في أغنية «هير دباموندز».
بالإضافة لذلك تقدم أليسيا «ذا كايند لايف» على الإنترنت.وهو امتداد لكتابها مع التركيز على ظاهرة الاحترار العالمي والنباتات.

## حياتها الشخصية
واعدت أليسيا الكثير من المشاهير منهم: بينيشيو ديل تورو، ستيفن دورف، ليوناردو دي كابريو، بريان ميشارد، موزى شابو، آدم ساندلر. وفي مقابلة لها مع مجلة فور هيم في يناير 2000، نفت أنها واعدت كينيث برانا.
تزوجت أليسيا أخيرا من صديقها عازف الروك كريستوفر جاريكي (المغني الرئيسي لفريق إس. تى. يو. إن.)، في احتفال أقيم على شاطئ بحيرة تاهو، في 11 يونيو، 2005. وكانا قد تقابلا لأول مرة خارج دار للسينما في عام 1997، ثم ظلا يتواعدا لمدة ثماني سنوات قبل زواجهما. وأعلنا خطبتهما قبل الزواج بعام، قدم جاريكي لأليشيا خاتم الخطوبة والذي كانت جدته تملكه.
تعيش أليسيا وجاريكي في منزل صديق للبيئة بلوس انجلوس يتكون بأكمله من الألواح الشمسية وتحيط به حديقة من النباتات العضوية. اشترت أليشيا المنزل وتقاسمته مع حديقة حيوان لإنقاذ الكلاب في عام 1996. كما غطت غلاف 944 مجلة للترويج لنظرية العيش على النباتات. كما أنها تعاونت مع شركة إيكوتوولز للتسويق لمستحضرات تجميل طبيعية وحقائب مصنوعة من نبات القنب الطبيعي والمواد المعاد تدويرها. في آب / أغسطس 2009، ظهرت أليسيا على غلاف مجلة الصحة للإعلان عن كتابها الجديد ومستحضرات التجميل، وقالت أنها تود إنشاء حديقة في مكان خال مفتوح.كما قالت أنها تود أن تؤلف كتبا للأطفال خاصة بعد أن أنجبت طفلا.

### القناعات السياسية
أصبحت أليسيا ناشطة في مجالى الرفق بالحيوان وكذلك الحفاظ على البيئة. كما أنها أصبحت نباتية بعد مشاركتها في اجتماع عن حقوق الحيوان عام 1998. في ربيع عام 2007، صرحت أليشيا لمجلة إنستايل قائلة «أدركت أنني السبب في المشكلة». «فقد كنت محبة للحيوانات تأكل الحيوانات.» في عام 2004، حصلت أليشيا على لقب «المرأة النباتية الأكثر إثارة» من جمعية بيتا (الناس من أجل المعاملة الأخلاقية للحيوانات). وفي عام 2007، ظهرت أليسيا عارية في إعلان مطبوع وكذلك إعلان تجارى لمدة 30 ثانية لصالح بيتا لدعم نظرية العيش على النباتات، وفي وقت لاحق سحبت إعلانات التلفزيون من أسواق مدينة هيوستن بولاية تكساس عن طريق كيبل كومكاست.أسست ملجأ لإنقاذ الحيوانات الأليفة في لوس انجلوس. كما عبرت عن معاناتها مع نظرية العيش على النبات في الطفولة قائلة «كانت هناك أوقات أصبح فيها أنانية وأتناول اللحوم، حيث أنه في الثامنة من العمر يكون من الصعب الإمساك عن ذلك، وخلال السنوات الماضية كنت دائما أبدأ أن أصبح نباتية ثم أتوقف».
كما كشفت سجلات حملة التبرع الفيدرالية عن تبرع أليشيا بخمسمائة دولارا للحملة الرئاسية لدينيس كيوسينيش عام 2004.
يوم 23 مايو 2007، كانت ضيفة في برنامج «ذا فيو» الذي يعرض على ايه بي سي. قبل لحظات من دخولها، دخل كل من روزي أودونيل وإليزابيث هازلبيك في نقاش حاد بشأن الحرب على العراق. وظهرت في الفيديو وهي تدخل وتمر خلف إليزابيث لتحية المضيفون الاّخرون. على الرغم من أن المقابلة استمرت طبيعية، وكانت المحادثة بين أليسيا وإليزابيث عن برنامج «أكسس هوليوود» سلسة، إلا أن تصرف أليسيا أعتبر ازدراء متعمد لإليزابيث. في وقت لاحق، قالت إليزابيث في حلقة بثت على الهواء يوم 19 سبتمبر 2007، أن أليسيا اتصلت بها واعتذرت عن هذا التصرف. كما قالت أن أليسيا لم تقصد الإساءة، لكن ببساطة كانت عصبية عندما دخلت على المسرح، لكن وسائل الإعلام هي التي أساءت تفسير الموقف.
كما أيدت أليسيا باراك أوباما في حملة ترشيحه للرئاسة.
في عام 2009، ظهرت في «جيذرينج ستورم»، وهو فيديو محاكاة ساخرة على الإنترنت لإعلان ضد زواج المثليين. كما ظهرت في «مى موذرز ريد هات» مع ألانيس موريزيت في محاكاة ساخرة لأفلام إيندي.

## الجوائز والترشيحات
| سنة  | النتيجة | الجائزة                      | الفئة                                                | العمل           |
| ---- | ------- | ---------------------------- | ---------------------------------------------------- | --------------- |
| 1994 | فازت    | جوائز إم تى في السينمائية    | أفضل وغد                                             | ذا كراش         |
| 1994 | فازت    | جوائز إم تى في السينمائية    | أفضل أداء مميز                                       | ذا كراش         |
| 1994 | رشحت    | جوائز إم تى في السينمائية    | أكثرامرأة مثيرة                                      | ذا كراش         |
| 1994 | رشحت    | جوائز شباب الفنانين          | أفضل ممثلة شابة رئيسية، دراما                        | ذا كراش         |
| 1996 | فازت    | المجلس الوطني للنقد          | أفضل أداء مميز                                       | كلوليس          |
| 1996 | فازت    | جوائز الكوميديا الأميركية    | أكثر ممثلة مرحة في السينما                           | كلوليس          |
| 1996 | فازت    | جائزة الفيلم الترفيهى الرائج | أفضل امرأة جديدة                                     | كلوليس          |
| 1996 | فازت    | جوائز إم. تى. في. السينمائية | أفضل أداء لممثلة                                     | كلوليس          |
| 1996 | فازت    | جوائز إم. تى. في. السينمائية | أكثرامرأة مثيرة                                      | كلوليس          |
| 1996 | رشحت    | جوائز إم. تى. في. السينمائية | أفضل أداء كوميدي                                     | كلوليس          |
| 1996 | رشحت    | جوائز اختيارات الأطفال       | ممثلة الفيلم المفضل                                  | كلوليس          |
| 1996 | رشحت    | جوائز شباب الفنانين          | أفضل ممثلة شابة رئيسية، فيلم روائي طويل              | كلوليس          |
| 1998 | فازت    | جوائز التوتة الذهبية         | أسوأ ممثلة مساعدة                                    | باتمان اند روبن |
| 1998 | فازت    | جوائز اختيارات الأطفال       | ممثلة الفيلم المفضل                                  | باتمان اند روبن |
| 1998 | رشحت    | جائزة الفيلم الترفيهى الرائج | أفضل ممثلة مساعدة، في أفلام الخيال العلمي            | باتمان اند روبن |
| 1998 | رشحت    | جوائز التوتة الذهبية         | أسوأ ممثلة                                           | اكسس باجيدج     |
| 2002 | رشحت    | جوائز إيمي داى تايم          | أداء رائع في برنامج الرسوم المتحركة                  | براسيفيس        |
| 2004 | فازت    | جوائز جنيسيس                 | المسلسلات التلفزيونية للأطفال                        | براسيفيس        |
| 2004 | رشحت    | جوائز جولدن جلوب             | أفضل أداء لممثلة في مسلسل تلفزيوني، كوميدي أو موسيقي | ميس ماتش        |
| 2004 | رشحت    | جوائز ستالايت                | أفضل ممثلة، للمسلسلات الموسيقىة أو الكوميدية         | ميس ماتش        |

## سرد
ظهرت أليسيا على أغلفة كوزموبوليتان، انترتينمنت ويكلي، فور هيم، رولينج ستون، وغيرها من المجلات. كما ظهرت على أغلفة مجلة فور هيم في طبعات الدنمارك وأستراليا وهولندا وألمانيا وهولندا، وجنوب أفريقيا، والدانمرك، وروسيا ورومانيا في قوائم أكثر 100 امرأة مثيرة عدة مرات. كما حصلت على المرتبة الخامسة في قائمة أكثر 100 امرأة مثيرة في أستراليا عام 1998. واحتلت المرتبة رقم 3 في فتيات غلاف فور هيم الولايات المتحدة.

### مجلة فور هيم
- المركز 70 في مجلة فور هيم لأكثر 100 امرأة مثيرة في العالم (1996)
- المركز 11 في مجلة فور هيم لأكثر 100 امرأة مثيرة في العالم (1997)
- المركز 16 في مجلة فور هيم لأكثر 100 امرأة مثيرة في العالم (1998)
- المركز 26 في مجلة فور هيم لأكثر 100 امرأة مثيرة في العالم (1999)
- المركز 22 في مجلة فور هيم لأكثر 100 امرأة مثيرة في العالم (2000)
- المركز 20 في مجلة فور هيم لأكثر 100 امرأة مثيرة في العالم (2001)
- المركز 43 في مجلة فور هيم-الولايات المتحدة الأمريكية لأكثر 100 امرأة مثيرة في العالم (2001)
- المركز 28 في مجلة فور هيم لأكثر 100 امرأة مثيرة في العالم (2002)
- المركز 17 في قائمة مجلة فور هيم أول تايم لأكثر 100 امرأة مثيرة في العالم من المشاهير (2009)

### مجلة كوزموبوليتان
- الترتيب 6 في مجلة كوزموبوليتان لأكثر نساء العام مرحا وجرأة (2003)
- الترتيب 4 في مجلة ''  كوزموبوليتان لأكثر نساء العام مرحا وجرأة (2004)

### أخرى
- حصلت على الترتيب 31 في سيليبرتى  سكينز لأكثر 50 نجمة جديدة مثيرة في كل العصور (أيار  / مايو 1996)
- حصلت على المركز 94 في مجلة هييت لأجمل 100 امرأة (2004)
- حصلت على الترتيب 12 في قائمة VH1s لأقضل 100 نجم مراهق (شباط  / فبراير 2006)
- اختارتها بيتا «أكثر امرأة نباتية مثيرة» (2004)
- وقد منحت جائزة شباب هوليوود في فئة «أصغر خبيرة هادئة مثيرة» [12]
- حصلت على الترتيب الخامس في قائمة 40 هوتست هوتييز في التسعينات.
- أدرجها موقع Topsocialite.com كثالث  امرأة مثيرة في التسعينات

## وصلات خارجية
- The Kind Life with Alicia Silverstone Silverstone's website, an interactive extension of her book, The Kind Diet
- أليسيا سيلفرستون على موقع IMDb (الإنجليزية)
- أليسيا سيلفرستون على موقع ميتاكريتيك (الإنجليزية)
- أليسيا سيلفرستون على موقع روتن توميتوز (الإنجليزية)
- أليسيا سيلفرستون على موقع قاعدة بيانات الأفلام العربية
- أليسيا سيلفرستون على موقع ألو سيني (الفرنسية)
- أليسيا سيلفرستون على موقع ميوزك برينز (الإنجليزية)
- أليسيا سيلفرستون على موقع تيرنر كلاسيك موفيز (الإنجليزية)
- أليسيا سيلفرستون على موقع أول موفي (الإنجليزية)
- أليسيا سيلفرستون على موقع بوكس أوفيس موجو (الإنجليزية)
- أليسيا سيلفرستون على موقع قاعدة بيانات برودواي على الإنترنت (الإنجليزية)

قالب:Aerosmith